# Strother Martin
Strother Douglas Martin, Jr. (Kokomo, 26 marzo 1919 – Thousand Oaks, 1º agosto 1980) è stato un attore statunitense.
Ha recitato in oltre 60 film (tra cui diversi western diretti da John Ford e Sam Peckinpah) dal 1950 al 1980 ed è apparso in oltre cento produzioni televisive dal 1951 al 1979.

## Biografia
Strother Martin nacque a Kokomo, Indiana, il 26 marzo 1919. Nuotatore provetto ed eccellente nei tuffi, a 17 anni vinse il National Junior Springboard Diving Championship. Prestò servizio come istruttore di nuoto nella Marina degli Stati Uniti durante la seconda guerra mondiale e fu un membro della squadra di immersioni presso l'Università del Michigan a Ann Arbor, Michigan. Dopo la guerra, Martin si trasferì a Los Angeles e lavorò come istruttore di nuoto e consulente di scene subacquee o in alto mare nelle produzioni cinematografiche.
A seguito di diverse comparse e camei, cominciò ad ottenere ruoli più consistenti, in particolare per diversi episodi di serie televisive, tra cui alcune antologiche, Frontiers della NBC e nella serie drammatica western The Gray Ghost. Nel 1955 interpretò un ritardato mentale nell'episodio Cooter di Gunsmoke. In seguito interpretò diversi ruoli di scagnozzi, sadici e cattivi in molti western degli anni 50 e 60, tra cui Soldati a cavallo e L'uomo che uccise Liberty Valance, entrambi diretti da John Ford e interpretati da John Wayne. Non disdegnò ruoli più leggeri come quello dell'incompetente "agente indiano" nel film McLintock!, e quello dello sfortunato commerciante di cavalli nel film Il Grinta (1969), entrambi ancora con Wayne.
Martin è stato sposato con Helen Meisels-Martin dal 1967 fino alla sua morte. Morì di un attacco di cuore a Thousand Oaks, in California, il 1º agosto 1980, all'età di 61 anni. La sua vedova, che aveva dieci anni più di lui, morì nel 1997. Fu seppellito al Forest Lawn Memorial Park di Hollywood Hills.

## Filmografia

### Cinema
- I dannati non piangono (The Damned Don't Cry), regia di Vincent Sherman (1950)
- Giungla d'asfalto (The Asphalt Jungle), regia di John Huston (1950)
- La prova del fuoco (The Red Badge of Courage), regia di John Huston (1951)
- Il gatto milionario (Rhubarb), regia di Arthur Lubin (1951)
- Omertà (The People Against O'Hara), regia di John Sturges (1951)
- Tempesta sul Tibet (Storm Over Tibet), regia di Andrew Marton (1952)
- Androclo e il leone (Androcles and the Lion), regia di Chester Erskine (1952)
- Il mostro magnetico (The Magnetic Monster), regia di Curt Siodmak (1953)
- Il sergente Bum! (South Sea Woman), regia di Arthur Lubin (1953)
- Singapore intrigo internazionale (World for Ransom), regia di Robert Aldrich (1954)
- Prisoner of War, regia di Andrew Marton (1954)
- È nata una stella (A Star Is Born), regia di George Cukor (1954)
- Rullo di tamburi (Drum Beat), regia di Delmer Daves (1954)
- Il calice d'argento (The Silver Chalice), regia di Victor Saville (1954)
- Aquile nell'infinito (Strategic Air Command), regia di Anthony Mann (1955)
- Un bacio e una pistola (Kiss Me Deadly), regia di Robert Aldrich (1955)
- Il grande coltello (The Big Knife), regia di Robert Aldrich (1955)
- Ombre gialle (Target Zero), regia di Harmon Jones (1955)
- Mondo senza fine (World Without End), regia di Edward Bernds (1956)
- Johnny Concho, regia di Don McGuire (1956)
- Prima linea (Attack), regia di Robert Aldrich (1956)
- La banda della frusta nera (The Black Whip), regia di Charles Marquis Warren (1956)
- Giustizia senza legge (Black Patch), regia di Allen H. Miner (1957)
- Copper Sky, regia di Charles Marquis Warren (1957)
- Cowboy, regia di Delmer Daves (1958)
- Geremia, cane e spia (The Shaggy Dog), regia di Charles Barton (1959)
- Il selvaggio e l'innocente (The Wild and the Innocent), regia di Jack Sher (1959)
- Soldati a cavallo (The Horse Soldiers), regia di John Ford (1959)
- Il grande peccato (Sanctuary), regia di Tony Richardson (1961)
- La morte cavalca a Rio Bravo (The Deadly Companions), regia di Sam Peckinpah (1961)
- L'uomo che uccise Liberty Valance (The Man Who Shot Liberty Valance), regia di John Ford (1962)
- Il collare di ferro (Showdown), regia di R.G. Springsteen (1963)
- McLintock!, regia di Andrew V. McLaglen (1963)
- Invito ad una sparatoria (Invitation to a Gunfighter), regia di Richard Wilson (1964)
- Un'idea per un delitto (Brainstorm), regia di William Conrad (1965)
- Shenandoah - La valle dell'onore (Shenandoah), regia di Andrew V. McLaglen (1965)
- I 4 figli di Katie Elder (The Sons of Katie Elder), regia di Henry Hathaway (1965)
- Detective's Story (Harper), regia di Jack Smight (1966)
- Nevada Smith, regia di Henry Hathaway (1966)
- An Eye for an Eye, regia di Michael D. Moore (1966)
- Carta che vince, carta che perde (The Flim-Flam Man), regia di Irvin Kershner (1967)
- Nick mano fredda (Cool Hand Luke), regia di Stuart Rosenberg (1967)
- Il Grinta (True Grit), regia di Henry Hathaway (1969)
- Il mucchio selvaggio (The Wild Bunch), regia di Sam Peckinpah (1969)
- Butch Cassidy (Butch Cassidy and the Sundance Kid), regia di George Roy Hill (1969)
- La ballata di Cable Hogue (The Ballad of Cable Hogue), regia di Sam Peckinpah (1970)
- Cielo rosso all'alba (Red Sky at Morning), regia di James Goldstone (1971)
- The Brotherhood of Satan, regia di Bernard McEveety (1971)
- L'uomo dinamite (Fools' Parade), regia di Andrew V. McLaglen (1971)
- La texana e i fratelli Penitenza (Hannie Caulder), regia di Burt Kennedy (1971)
- Per una manciata di soldi (Pocket Money), regia di Stuart Rosenberg (1972)
- Kobra (Sssssss), regia di Bernard L. Kowalski (1973)
- L'eroe della strada (Hard Times), regia di Walter Hill (1975)
- Torna "El Grinta" (Rooster Cogburn), regia di Stuart Millar (1975)
- Il grande scout (The Great Scout & Cathouse Thursday), regia di Don Taylor (1976)
- Colpo secco (Slap Shot), regia di George Roy Hill (1977)
- La fine... della fine (The End), regia di Burt Reynolds (1978)
- Up in Smoke, regia di Lou Adler (1978)
- Tiro incrociato (Love and Bullets), regia di Stuart Rosenberg (1979)
- Il campione (The Champ), regia di Franco Zeffirelli (1979)
- Le ali della notte (Nightwing), regia di Arthur Hiller (1979)
- Jack del Cactus (The Villain), regia di Hal Needham (1979)
- Il segreto di Nikola Tesla (Tajna Nikole Tesle), regia di Krsto Papić (1980)
- Hotwire, regia di Frank Q. Dobbs (1980)

### Televisione
- Stars Over Hollywood – serie TV, un episodio (1951)
- Royal Playhouse (Fireside Theatre) – serie TV, 2 episodi (1951)
- Missione pericolosa (Dangerous Assignment) – serie TV, un episodio (1952)
- Invitation Playhouse: Mind Over Murder – serie TV, un episodio (1952)
- Dragnet – serie TV, un episodio (1952)
- Four Star Playhouse – serie TV, un episodio (1953)
- Treasury Men in Action – serie TV, un episodio (1954)
- The Lone Wolf – serie TV, un episodio (1954)
- Studio 57 – serie TV, un episodio (1954)
- The Man Behind the Badge – serie TV, un episodio (1955)
- Stage 7 – serie TV, episodi 1x14-1x25 (1955)
- Crossroads – serie TV, episodio 1x01 (1955)
- Cavalcade of America – serie TV, un episodio (1955)
- Crusader – serie TV, episodio 1x27 (1956)
- Frontier – serie TV, 2 episodi (1956)
- Schlitz Playhouse of Stars – serie TV, 3 episodi (1953-1956)
- Lucy ed io (I Love Lucy) – serie TV, un episodio (1956)
- The Gray Ghost – serie TV, episodio 1x16 (1957)
- Le avventure di Charlie Chan (The New Adventures of Charlie Chan) – serie TV, un episodio (1957)
- I racconti del West (Zane Grey Theater) – serie TV, un episodio (1957)
- The Millionaire – serie TV, un episodio (1957)
- Matinee Theatre – serie TV, un episodio (1957)
- Telephone Time – serie TV, episodio 2x28 (1957)
- Lassie – serie TV, 3 episodi (1955-1957)
- The Web – serie TV, un episodio (1957)
- Boots and Saddles – serie TV, un episodio (1958)
- The Adventures of Jim Bowie – serie TV, un episodio (1958)
- General Electric Theater – serie TV, 2 episodi (1956-1958)
- Broken Arrow – serie TV, 2 episodi (1957-1958)
- Navy Log – serie TV, episodio 3x23 (1958)
- Playhouse 90 – serie TV, un episodio (1958)
- Panico (Panic!) – serie TV, episodio 2x03 (1958)
- The Lineup – serie TV, 2 episodi (1957-1958)
- The Walter Winchell File – serie TV, un episodio (1958)
- Bitter Heritage – film TV (1958)
- Trackdown – serie TV, un episodio (1958)
- Jefferson Drum – serie TV, un episodio (1958)
- Black Saddle – serie TV, un episodio (1959)
- The Texan – serie TV, episodio 1x30 (1959)
- Avventure in elicottero (Whirlybirds) – serie TV, un episodio (1959)
- The Rebel – serie TV, un episodio (1959)
- Lawman – serie TV, un episodio (1959)
- Hotel de Paree – serie TV, 29 episodi (1959-1960)
- The Law and Mr. Jones – serie TV, un episodio (1961)
- The Americans – serie TV, episodio 1x09 (1961)
- Ai confini della realtà (The Twilight Zone) - serie TV, episodio 3x07 (1961)
- Have Gun - Will Travel – serie TV, 4 episodi (1957-1962)
- The New Breed – serie TV, episodi 1x18-1x19 (1962)
- Outlaws – serie TV, episodio 2x21 (1962)
- Pete and Gladys – serie TV, episodio 2x25 (1962)
- The Dick Powell Show – serie TV, episodio 2x10 (1962)
- Stoney Burke – serie TV, un episodio (1962)
- Ben Casey – serie TV, 2 episodi (1962)
- Indirizzo permanente (77 Sunset Strip) – serie TV, episodio 5x16 (1963)
- Dakota (The Dakotas) – serie TV, episodio 1x11 (1963)
- L'impareggiabile Glynis (Glynis) – serie TV, episodio 1x02 (1963)
- The Lieutenant – serie TV, un episodio (1964)
- Il fuggiasco (The Fugitive) – serie TV, un episodio (1964)
- Profiles in Courage – serie TV, un episodio (1965)
- Il ragazzo di Hong Kong (Kentucky Jones) – serie TV, episodio 1x23 (1965)
- The Dick Van Dyke Show – serie TV, un episodio (1965)
- Gli uomini della prateria (Rawhide) – serie TV, 2 episodi (1959-1965)
- Perry Mason – serie TV, 4 episodi (1961-1965)
- La leggenda di Jesse James (The Legend of Jesse James) – serie TV, un episodio (1966)
- A Man Called Shenandoah – serie TV, episodio 1x28 (1966)
- Lost in Space – serie TV, un episodio (1966)
- The Rounders – serie TV, episodi 1x12-1x14 (1966)
- L'isola di Gilligan (Gilligan's Island) – serie TV, un episodio (1967)
- I sentieri del west (The Road West) – serie TV, episodio 1x18 (1967)
- La grande vallata (The Big Valley) – serie TV, 2 episodi (1966-1967)
- Death Valley Days – serie TV, 4 episodi (1964-1967)
- Gli invasori (The Invaders) – serie TV, un episodio (1967)
- Iron Horse – serie TV, 2 episodi (1966-1967)
- Tarzan – serie TV, 3 episodi (1967)
- L'orso Ben (Gentle Ben) – serie TV, un episodio (1968)
- I giorni di Bryan (Run for Your Life) - serie TV, episodio 3x17 (1968)
- He & She – serie TV, un episodio (1968)
- The Danny Thomas Hour – serie TV, episodio 1x18 (1968)
- Operazione ladro (It Takes a Thief) – serie TV, un episodio (1968)
- Il grande teatro del west (The Guns of Will Sonnett) – serie TV, 2 episodi (1967-1968)
- The Doris Day Show – serie TV, 2 episodi (1969)
- Reporter alla ribalta (The Name of the Game) – serie TV, un episodio (1969)
- Daniel Boone – serie TV, un episodio (1969)
- Il virginiano (The Virginian) – serie TV, 2 episodi (1965-1970)
- Marcus Welby (Marcus Welby, M.D.) – serie TV, un episodio (1970)
- Love, American Style – serie TV, un episodio (1970)
- Un vero sceriffo (Nichols) – serie TV, un episodio (1972)
- Bonanza – serie TV, 5 episodi (1964-1972)
- Disneyland – serie TV, 2 episodi (1973)
- A tutte le auto della polizia (The Rookies) – serie TV, un episodio (1974)
- Hawkins – serie TV, 3 episodi (1973-1974)
- Paper Moon – serie TV, un episodio (1974)
- Gunsmoke – serie TV, 11 episodi (1956-1974)
- Petrocelli – serie TV, un episodio (1975)
- One of Our Own – film TV (1975)
- Movin' On – serie TV, un episodio (1975)
- Cowboy d'acciaio (Steel Cowboy) – film TV (1976)
- Agenzia Rockford (The Rockford Files) – serie TV, 2 episodi (1977)
- ABC Weekend Specials – serie TV, un episodio (1977)
- Baretta – serie TV, 3 episodi (1975-1977)
- Vega$ – serie TV, un episodio (1978)
- Steve Martin: A Wild and Crazy Guy – film TV (1978)
- Stubby Pringle's Christmas – film TV (1978)
- Il giorno in cui le allodole voleranno (Better Late Than Never) – film TV (1979)

## Doppiatori italiani
- Oreste Lionello in McLintock!, L'eroe della strada
- Giulio Panicali in Prima linea
- Glauco Onorato in Cowboy
- Gianfranco Bellini in Il selvaggio e l'innocente
- Giorgio Capecchi in Detective's Story
- Franco Latini in Nick mano fredda
- Roberto Villa in Il Grinta
- Leonardo Severini in Il mucchio selvaggio
- Sergio Tedesco in La ballata di Cable Hogue
- Sergio Fiorentini in Kobra
- Michele Malaspina in Torna El Grinta
- Antonio Guidi in Colpo secco
- Dante Biagioni ne La morte cavalca a Rio Bravo (ridoppiaggio)
- Oliviero Dinelli in McLintock! (ridoppiaggio)